# Димитър Велковски
Димитър Велковски е български футболист, които играе като защитник в Арда.

## Кариера
Той започна кариерата си в родния си отбор Ботев (Враца), присъединявайки се към младежката им система на шестгодишна възраст.
През юни 2018 подписва със Славия.
На 31 януари 2020 г. той подписва договор за три години и половина с отбора от белгийската Първа дивизия Серкъл Брюж.
На 14 февруари 2023 г. Велковски преминава в полския Медж Легница, като подписва договор до края на сезона.

### Международна кариера
Дебютира за националния отбор на 11 октомври 2020 г. в мач от Лигата на нациите срещу Финландия.